# Steve Wozniak
 Stephen Gary Wozniak  (San José, Califòrnia, 11 d'agost de 1950) és un enginyer electrònic nord-americà convertit en filantrop. Els seus invents i màquines estan reconeguts com a grans contribucions a la revolució de l'ordinador personal en la dècada del 1970. Wozniak té diversos sobrenoms, com «(El) Woz» i «Mag de Woz». Aquest últim és també el nom d'una companyia que ell va fundar. Woz també és conegut pel seu caràcter introvertit, i troba el seu nivell de celebritat una cosa una mica molesta.

## Biografia
Steve Wozniak va néixer i es va criar a San José, Califòrnia, fill de Margaret Louise Wozniak (de soltera Kern) (1923-2014) de l'estat de Washington i Francis Jacob "Jerry" Wozniak (1925-1994) de Michigan. El seu pare, Jerry Wozniak, era enginyer a la Lockheed Corporation. Es va graduar de Homestead High School en 1968, a Cupertino, Califòrnia.
El nom que figura en el certificat de naixement de Wozniak és "Stephan Gary Wozniak", però la seva mare va dir que pretenia que s'escrivís "Stephen", que és el que ell usa.) Wozniak ha esmentat que el seu cognom és ucraïnès i ha parlat de la seva ascendència ucraïnesa i polonesa.

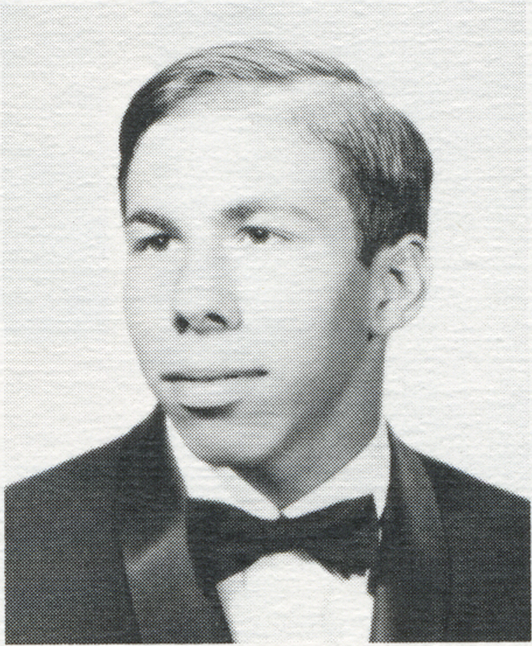
Foto d'anuari de Wozniak de la Homestead High School

A principis de la dècada de 1970, el disseny de la caixa blava de Wozniak li va valer el sobrenom de "Berkeley Blue" dins de la comunitat phreaking. Wozniak va crear l'ordinador Apple I originalment per a ús personal, i un amic seu, Steve Jobs, va tenir la idea de vendre'l. Wozniak va fundar Apple Computer juntament amb Steve Jobs i Ronald Wayne el 1976 i s'afirma que Steve Jobs i Steve Wozniak són els pares de l'era Ordinador personal amb el seu producte Apple I que està acreditat com el primer ordinador personal que es venia completament ensamblat, però, alguns diuen que l'honor legítim pertany a altres màquines, com ara el Datapoint 2200. Amb l'expert en interfície home-ordinador Jef Raskin, Wozniak va tenir una gran influència en el desenvolupament inicial dels conceptes originals d'Apple Macintosh entre 1979 i 1981, i l'Apple II es va convertir en l'ordinador més venut dels anys setanta i inicis de la dècada del 1980, i és sovint reconegut com el primer ordinador personal popular. Wozniak ha acreditat haver vist Star Trek i haver assistit a convencions de Star Trek mentre era jove com a font d'inspiració per a la seva fundació Apple Inc.
Jobs es va fer càrrec del projecte després de la breu sortida de Wozniak de l'empresa a causa d'un accident d'avió traumàtic, i després d'abandonar definitivament Apple l'any 1985, Wozniak va fundar CL 9 i va crear el primer comandament a distància universal programable, llançat el 1987. Després va seguir diversos altres negocis i empreses filantròpiques al llarg de la seva carrera, centrant-se principalment en la tecnologia a les escoles K-12. Des de la dècada de 1980 és usuari del teclat Dvorak

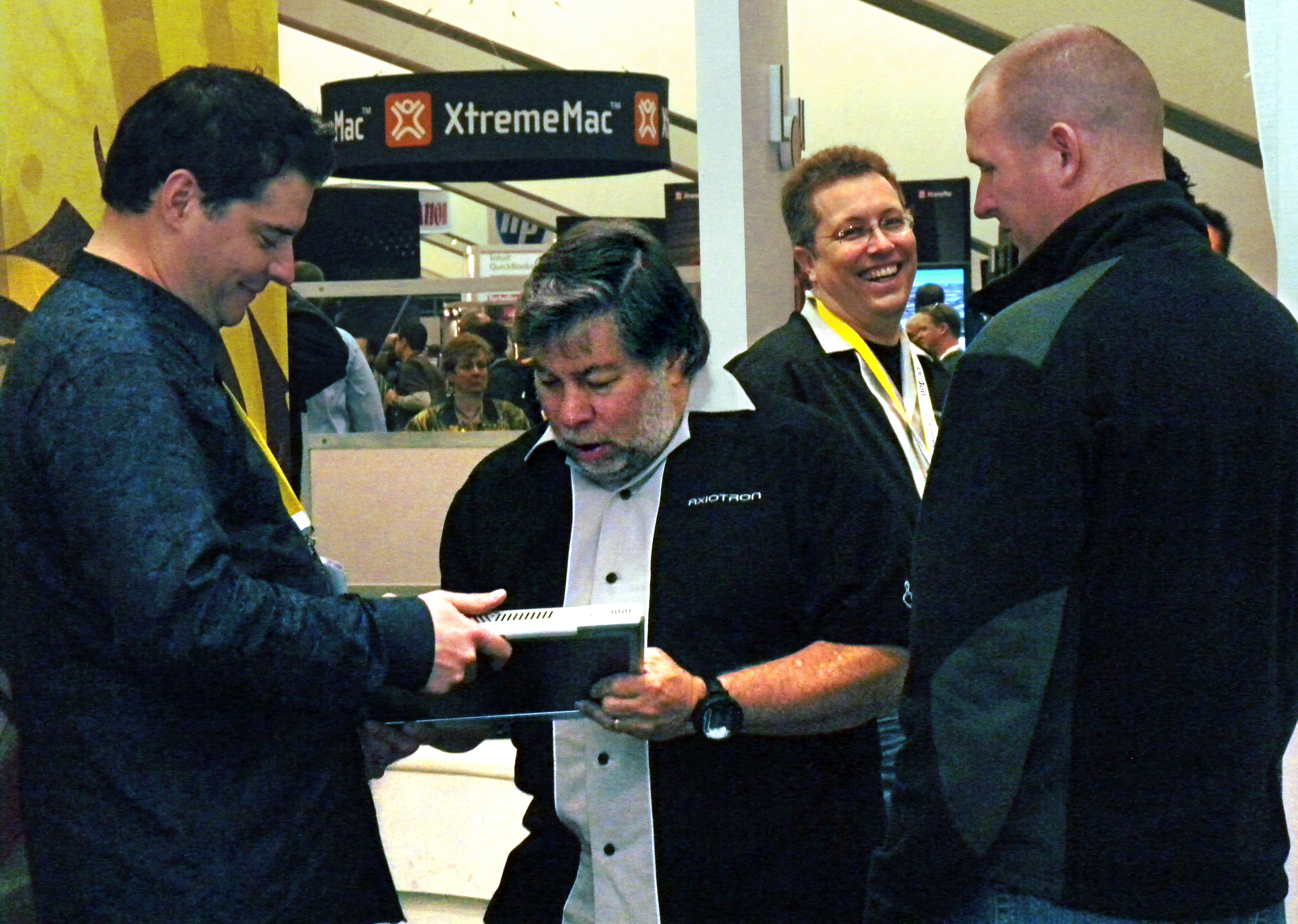
Wozniak signa un Modbook a Macworld Expo el 2009

### Després d'Apple
Després de la seva carrera a Apple, Wozniak va fundar CL 9 el 1985, que va desenvolupar i va portar al mercat el primer comandament a distància universal programable el 1987, anomenat CORE.
Més enllà de l'enginyeria, el segon objectiu de tota la vida de Wozniak sempre havia estat ensenyar a l'escola primària a causa de l'important paper que tenen els professors en la vida dels estudiants. Finalment, va donar classes d'informàtica a nens de cinquè a novè de primària i també als professors. Unson va continuar donant suport a això, finançant professors i equipaments addicionals.
L'any 2001, Wozniak va fundar Wheels of Zeus (WOZ) per crear tecnologia GPS sense fil per «ajudar a la gent quotidiana a trobar coses quotidianes amb molta més facilitat». El 2002, es va unir a la junta directiva de Ripcord Networks, Inc., unint-se als antics alumnes d'Apple Ellen Hancock, Gil Amelio, Mike Connor i Alex Fielding, cofundador de Wheels of Zeus, en una nova empresa de telecomunicacions. Més tard el mateix any es va unir a la junta directiva de Danger, Inc., el fabricant del Hip Top.
El 2006, Wheels of Zeus es va tancar i Wozniak va fundar Acquicor Technology, un holding per adquirir empreses tecnològiques i desenvolupar-les, amb els antics alumnes d'Apple Hancock i Amelio. Del 2009 al 2014 va ser científic en cap de Fusion-io. El 2014 es va convertir en científic en cap de Primary Data, que va ser fundada per alguns antics executius de Fusion-io.
Silicon Valley Comic Con (SVCC) és una convenció anual de tecnologia i cultura pop al San Jose McEnery Convention Center a San Jose, Califòrnia. La convenció va ser cofundada per Wozniak i Rick White, amb Trip Hunter com a conseller delegat. Wozniak va anunciar l'esdeveniment anual el 2015 juntament amb la llegenda de Marvel Stan Lee.
L'octubre de 2017, Wozniak va fundar Woz U, un servei de tecnologia educativa en línia per a estudiants i empleats independents. A partir de desembre de 2018, Woz U tenia llicència com a escola amb la junta estatal d'Arizona.
Tot i que va deixar Apple permanentment com a empleat actiu el 1985, Wozniak va optar per no retirar-se mai de la llista oficial d'empleats i continua representant l'empresa en esdeveniments o entrevistes. Avui rep un estipendi d'Apple per aquest paper, estimat el 2006 en US$120.000 anuals. També és accionista d'Apple. Va mantenir una relació amistosa amb Steve Jobs fins a la seva mort l'octubre de 2011. Tanmateix, el 2006, Wozniak va declarar que ell i Jobs no estaven tan a prop com abans. En una entrevista de 2013, Wozniak va dir que l'Macintosh original va fallar sota Steve Jobs, i que no va ser fins que Jobs va marxar que es va convertir en un èxit. Va anomenar el grup Lisa d'Apple com l'equip que havia expulsat Jobs, i a Jobs li agradava anomenar el grup Lisa "idiotes per fer [l'ordinador Lisa] massa car". Per competir amb la Lisa, Jobs i el seu nou equip van produir un ordinador més barat, que, segons Wozniak, era dèbil, i encara a un preu força elevat. «Ho va aconseguir retallant la memòria RAM, obligant-te a intercanviar discos aquí i allà», diu Wozniak. Va atribuir l'èxit final del Macintosh a persones com John Sculley «que van treballar per construir un mercat de Macintosh quan l'Apple II va desaparèixer».
A finals del 2020, Wozniak va anunciar el llançament d'una nova empresa dirigida per ell, Efforce. Efforce es descriu com un mercat per finançar projectes ecològics. Va utilitzar un testimoni de criptomoneda WOZX per al finançament i la cadena de blocs per redistribuir els beneficis als titulars de fitxes i empreses que participen a la plataforma.
El setembre de 2021, es va informar que Wozniak també estava iniciant una empresa juntament amb el cofundador Alex Fielding anomenada Privateer Space per abordar el problema de les deixalles espacials. Privateer Space va estrenar la primera versió del seu programari de control de trànsit espacial l'1 de març de 2022.

## Vida personal

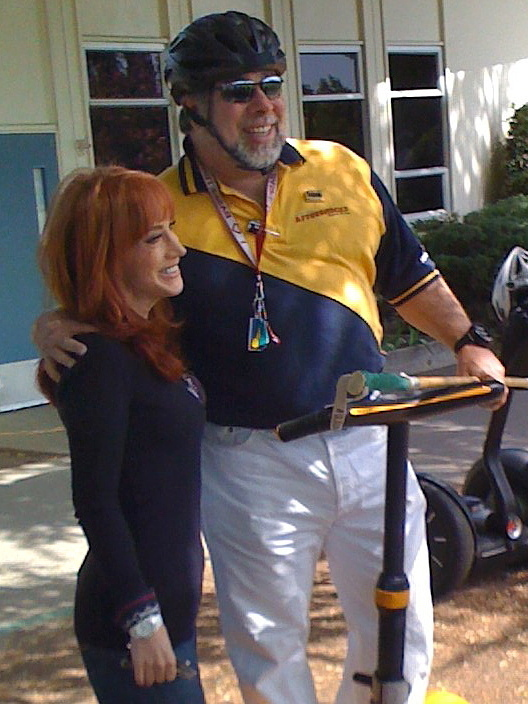
Wozniak i la llavors núvia Kathy Griffin el 2008

Wozniak viu a Los Gatos, Califòrnia. Va sol·licitar la ciutadania australiana el 2012 i ha declarat que li agradaria viure a Melbourne, Austràlia en el futur. Wozniak ha estat referit amb freqüència amb el sobrenom de "Woz", o "El Woz"; també ha estat anomenat El meravellós mag de Woz i El segon Steve (pel que fa al seu primer soci de negocis i amic de molt de temps, Steve Jobs). "WoZ" (abreviatura de Wheels of Zeus) és el nom d'una empresa que va fundar l'any 2002; va tancar el 2006.
Wozniak descriu el seu impuls per unir-se als francmaçons el 1979 com el fet de poder passar més temps amb la seva dona aleshores, Alice Robertson, que pertanyia a l'Ordre de l'Estrella Oriental, associada amb els maçons. Va ser iniciat l'any 1979 a Charity Lodge No. 362 a Campbell, Califòrnia, que ara forma part de Mt. Moriah Lodge No. 292 a Los Gatos. Avui ja no està involucrat: «Em vaig convertir en maçó i sabia de què es tractava, però realment no s'adapta a la meva personalitat tecnològica/friki. Tot i així, puc ser educat amb els altres d'altres àmbits de la vida. Després que es va declarar el nostre divorci. No vaig tornar a assistir mai més, però sí que vaig contribuir prou com per ser membre de tota la vida».
El seu joc favorit és Tetris. A la dècada de 1990 va enviar tants resultats alts a Nintendo Power que ja no els hi publicaven. Llavors va començar a enviar-sota el nom de Evets Kainzow, que és el seu nom invertit.
Wozniak es va casar amb la medallista d'or en canoa d'eslàlom Candice Clark des de juny de 1981 fins a 1987. Tenen tres fills junts, el més petit neix després de finalitzar el seu divorci. Després d'una relació d'alt perfil amb l'actriu Kathy Griffin, que el va descriure a Tom Green's House Tonight el 2008 com el nerd tecno més gran de l'univers, Wozniak es va casar amb Janet Hill, la seva actual parella. Segons la seva ex-promesa Kathy Griffin, «Ell la va conèixer i molt aviat ja estaven promesos. He sopat amb ells i ella és mil vegades més apropiada que jo».
Sobre les seves opinions religioses, Wozniak s'ha anomenat ateu o agnòstic.
És membre d'un equip de Segway Polo, els Silicon Valley Aftershocks, i és considerat un súper fan de l'equip d'hoquei sobre gel de la NHL San Jose Sharks.
El 1998, va ser coautor amb Larry Wilde de The Official Computer Freaks Joke Book.
El 2006, va ser coautor amb Gina Smith de la seva autobiografia, iWoz: From Computer Geek to Cult Icon: How I Invented the Personal Computer, Co-Founded Apple, and Had Fun Doing It. El llibre va formar part de la llista dels més venuts del New York Times.
Wozniak ha parlat del seu menyspreu personal pels diners i acumular grans quantitats de riquesa. Va dir a la revista Fortune el 2017: «No volia estar a prop dels diners, perquè podria corrompre els vostres valors... Realment no volia estar en aquesta categoria súper 'més del que mai podria necessitar'». També va dir que només inverteix en coses a prop del seu cor. Quan Apple es va fer pública per primera vegada el 1980, Wozniak va oferir 10 milions de dòlars de les seves pròpies accions als primers empleats d'Apple, cosa que Jobs es va negar a fer.
Té la condició prosopagnòsia (ceguesa facial).
Ha expressat el seu suport al dret de l'electrònica a reparar el moviment. El juliol de 2021, Wozniak va fer un vídeo Cameo en resposta a l'activista del dret a reparar Louis Rossmann, en què va descriure el problema com una cosa que «m'ha afectat realment emocionalment», i va acreditar els primers avenços d'Apple a la tecnologia oberta dels anys setanta.
El novembre de 2023, Wozniak va patir un ictus lleu mentre es preparava per parlar en una conferència a la Ciutat de Mèxic. Va ser hospitalitzat breument abans de tornar a casa.